# Livingstone Motor Assemblers
Livingstone Motor Assemblers Ltd. (auch Livingstone Motor Assemblies) war ein Automobilhersteller mit Sitz in Livingstone (Sambia).

## Geschichte
Das Unternehmen wurde in den 1960er Jahren gegründet. Es war ein Joint Venture zwischen Fiat (30 %, später 20 %), dem staatlichen Unternehmen INDECO Limited (35 %) und den Zambia National Holdings (Hotelkonzern, 35 %). Zeitweise waren 300 Arbeitnehmer beschäftigt. Es kam häufig zu Betriebsunterbrechungen und Anfang 1980 fiel die Produktion auf 4 Fahrzeuge pro Tag. Begründet wurde dies mit betrieblichen und Devisenproblemen. Das Werk hatte zuletzt 130 Mitarbeiter und eine theoretische Jahreskapazität von 4500 Fahrzeugen.
Das Unternehmen wurde 1992 stillgelegt. Ein Konkursantrag wurde 1995 gestellt. Die Beteiligung an LMA wurde noch 2001 im Fiat-Geschäftsbericht aufgeführt.
Als ursächlich für das Scheitern von LMA, Rover (Zambia) und anderen Unternehmen der Branche wird die Aufhebung der Importbeschränkungen zu Beginn der 1990er Jahre angesehen.

## Modelle
Das Unternehmen montierte unter anderem Fiat 127, 128 und 132. Eines der letzten Fiat-Modelle soll der Regata gewesen sein.
Ebenso wurden Isuzu Pick-ups, Mazda-Personenkraftwagen (323), Mercedes-Benz-Lastkraftwagen und der Peugeot 504 hier montiert.